# Европско првенство у фудбалу 1964.
Европско првенство у фудбалу 1964. је било 2. по реду европско фудбалско првенство за мушкарце, које је одржано од 17. јуна до 21. јуна 1964. у Шпанији. Први пут је првенство одржано на Пиринејском полуострву.
Ово је било последње издање такмичења под називом Куп европских нација, пошто је 1968. назив промењен у Европско првенство у фудбалу.
Титулу европских првака је понела Шпанија, која је у финалу савладала Совјетски Савез 2:1. Најбољи стрелци били су Хесус Марија Переда, Ференц Бене и Деже Новак са 2 постигнута гола.

## Репрезентације учеснице
| Учесници        |
| --------------- |
| Данска          |
| Шпанија         |
| Совјетски Савез |
| Мађарска        |

## Стадиони
| МадридБарселона | Мадрид             | Барселона         |
| --------------- | ------------------ | ----------------- |
| МадридБарселона | Сантијаго Бернабеу | Камп ноу          |
| МадридБарселона | Капацитет: 110.000 | Капацитет: 93.053 |
| МадридБарселона |                    |                   |

## Резултати

### Полуфинале
| 17. јун 1964. | Мадрид    | Шпанија | - | Мађарска        |  | 2:1 (после продужетака) |
| 17. јун 1964. | Барселона | Данска  | - | Совјетски Савез |  | 0:3                     |

- Переда у 35, Ференц Бене у 84. и Амансио у 112 за Шпанију, Ференц Бене у 84. минуту за Мађарску.
- Вороњин у 19, Понедељник у 40. и Иванов у 87. минуту за СССР.

### Утакмица за треће место
| 20. јун 1964. | Барселона | Мађарска | - | Данска |  | 3:1 (после продужетака) |

Бене у 84, Деже Новак у 107 (пен.) и 110 минуту за Мађарску, Бертелсен у 82 минуту за Данску.

### Финале
| 21. јун 1964. | Мадрид | Шпанија | - | Совјетски Савез |  | 2:1 |

У 5. минуту повела је Шпанија голом Хезуса Переде. Изједначио је Галимзјан Хусаинов у 7. минуту игре. Победнички гол је постигао Марселино Мартинез у 85. минуту.